# Баухаус
 Тази статия е за училището по строителство и художествено конструиране.  За групата „Баухаус“ вижте Баухаус (група).  
Баухаус (на немски: Hochschule für Bau und Gestaltung – Висше училище по строителство и художествено конструиране, Staatliches Bauhaus) е името, с което е известно съществувалото в Германия в периода на Ваймарската република висше художествено училище, и свързаната с него художествената школа за визуално-пластични изкуства, дизайн и занаяти, която се превръща в център на модернизма през първата половина на ХХ век.
То е създадено с идеята за сътворяването на „тотално“ произведение на изкуството, обединяващо всички представители на визуално-пластичните изкуства. Стилът „Баухаус“ се нарежда сред най-влиятелните течения в архитектурата на модернизма и модерния дизайн.
Школата оказва дълбоко влияние и върху развитието на графичния и промишления дизайн, както и върху типографията.
Училището издава едноименно списание („Bauhaus“) и поредица Баухаус-книги (Bauhausbücher).

## История
Училището е основано през 1919 г. във Ваймар (Тюрингия) по инициатива на архитекта Валтер Гропиус и действа в периода до 1933 г. (по време на Ваймарската република. Създадено е чрез сливане на Училището за приложни изкуства във Ваймар (Kunstgewerbeschule Weimar, създ. 1915 г.) и Саксонското художествено училище във Ваймар (Großherzoglich-Sächsische Kunstschule Weimar, създ. 1910 г.), чийто директор е белгийският архитект Анри ван де Велде. Поради произхода му белгиецът е помолен да освободи заемания от него пост и той предлага Гропиус за нов ръководител на училището.В епохата на Ваймарската република надделяват левите възгледи и новаторските подходи към изкуството. Гропиус смята, че в новата епоха архитектурата трябва да е строго функционална, икономична и насочена към технологиите за масово производство. 
Във Ваймар училището работи до 1925 г. Под политически натиск финансирането му е ограничено и училището се премества в Десау (Саксония-Анхалт), където действа в периода 1925 – 1932 година. Там са построени прочутите сгради на училището по проект на Гропиус в стила на една от първите му творби – „Фабриката Фагус“. Училището е преместено (пак по политически причини) в Берлин, където в крайна сметка е закрито през 1933 г. под натиска на нацисткия режим и при невъзможността да се спазва аполитичният принцип, заложен при основаването му.

## Известни творци
През краткото, но бурно и плодотворно съществуване на училището, трима архитекти са били негови директори: Валтер Гропиус (1919 – 1928), Ханс "Ханес" Майер (1928 – 1930) и Лудвиг Мис ван дер Рое (1930 – 1933). Те са най-близко свързани с Баухаус като институция, движение и стил.
Голяма група бележити за времето си творци са лектори в училището. Сред тях са:
| - Ани Алберс - Йозеф Алберс - Херберт Байер - Макс Бил - Мариане Бранд - Марсел Бройер - Август Чернигой - Кристиян Дел | - Вернер Дрюс - Лионел Файнингер - Наум Габо - Лудвиг Хилбързеймър - Лудвиг Хиршвилд Мак - Йоханес Итен - Василий Кандински - Паул Клее | - Ото Линдинг - Герхард Маркс - Ласло Мохоли-Наги - Пийт Мондриан - Оскар Шлемер - Лотар Шрайер - Йост Шмит - Наум Слуцки - Гунта Стьолзл |

## Влияние в чужбина
В средата на 1930-те години движението Баухаус дейно се развива в Подмандатна Палестина, където емигрират от Германия много архитекти-евреи. В Тел Авив са най-цялостно запазени кварталите, построени в стил Баухаус.
През февруари 1931 година бившият директор на училището Баухаус Ханес Майер заедно със 7 възпитаници (вкл. Б. Шефлер и Ф. Толцинер) се преместват в Москва. Заминават общо около 30 специалисти. Германските архитекти оставят значително наследство в строителството на работническите селища при строящите се заводи в Магнитогорск, Свердловск, Орск, Перм, Соликамск и други градове. Част от тях впоследствие са репресирани в СССР.